# Koo Ja-sung
Koo Ja-sung (hangul: 구자성; rr: Koo Ja-sung; MR: Ku Chasŏng), é um ator e modelo sul-coreano.

## Biografia
Ja-sung já completou seu serviço militar obrigatório.

## Filmografia

### Séries de televisão
| Year            | Título                          | Personagem   | Anotações   |
| --------------- | ------------------------------- | ------------ | ----------- |
| 2019 - presente | The secret life of my secretary | Ki Dae-joo   | [ 4 ]       |
| 2018            | Misty                           | Kwak Gi-seok |             |
| 2017            | The Blue Sea                    | Seong Ki-soo | 5 episódios |

### Filmes
| Data | Título                             | Personagem          | Anotações |
| ---- | ---------------------------------- | ------------------- | --------- |
| 2007 | Frente de Libertação da Via Láctea | Passageiro no metrô |           |

### Programas de variedades
| Data | Programa                | Anotações            |
| ---- | ----------------------- | -------------------- |
| 2018 | Dunia: em um mundo novo | (ep. # 2-9) - membro |